# Pjotr Uslar
Pjotr Karlovitj Uslar (ryska: Петр Карлович Услар), född 1 september (gamla stilen: 20 augusti) 1816 på familjegodset Kurovo i guvernementet Tver, död där 20 juli (gamla stilen: 8 juli) 1875, var en rysk baron, militär och språkforskare.
Uslar tjänstgjorde 1837-40 som officer vid sappörbataljonen i Kaukasus, genomgick därefter militärakademien i Sankt Petersburg, tjänstgjorde 1843-44 i Sibirien och deltog i en expedition mot kirgiserna. Åren 1845-53 var han sysselsatt med militärstatistiska arbeten över guvernementen Tver och Vologda, deltog i ungerska fälttåget och avfattade, sedan han återkommit till Kaukasus, en militärstatistisk beskrivning över guvernementet Jerevan. Han deltog även i 1855-56 års krig i Asien.
Sedan Uslar 1858 fått kejserlig befallning att skriva Kaukasus historia, ägnade han sig uteslutande åt de kaukasiska språken, om vilka man förut i den lärda världen visste ganska litet. Från 1861 utkom efter hand i litografiskt övertryck av honom författade redogörelser för abchasiska, tjetjenska, avariska, lakska, hyrkaniska och kyriniska språken. För vetenskapen blev dessa arbeten egentligen dock tillgängliga först i Anton Schiefners tyska bearbetningar i ryska vetenskapsakademiens "Mémoires", band VI-XX). Även om en del andra språk i Kaukasus lämnade han mer eller mindre utförliga notiser.  Han fick grundläggande betydelse för kännedomen om de egentliga Kaukasusspråken.
Bland hans övriga arbeten kan nämnas ett omfattande arbete om Kaukasus äldre historia: Drevnjeišija skazanija o Kavkaze (Tbilisi, 1881). Han arbetade även för de kaukasiska stammarnas bildning, verkade för skolors inrättande, skrev abc-böcker (med för ändamålet apterade ryska alfabet) och verkade för ett närmande mellan de kaukasiska muslimerna och ryssarna. I tjänsten avancerade han till generalmajor i Kaukasiska generalstaben. Hans arbeten utgavs på bekostnad av kaukasiska skoldistriktets styrelse i en samlad upplaga under titeln Etnografija Kavkaza.